# Вилар-Секу (Вимиозу)
Вилар-Секу (порт. Vilar Seco) — населённый пункт и район в Португалии, входит в округ Браганса. Является составной частью муниципалитета Вимиозу. По старому административному делению входил в провинцию Траз-уж-Монтиш и Алту-Дору. Входит в экономико-статистический субрегион Алту-Траз-уш-Монтеш, который входит в Северный регион. Население составляет 220 человек на 2001 год. Занимает площадь 23,08 км².